# Tour du Millénaire (Pays-Bas)
Pour l’article homonyme, voir Tour du Millénaire.
La tour du Millénaire ou tour Millenium  (en néerlandais : Millenniumtoren, en anglais : Millennium Tower) est un gratte-ciel de 149 mètres (avec antennes) de hauteur à Rotterdam aux Pays-Bas construit entre 1997 et 2000. L'immeuble abrite des bureaux et l'hôtel Manhattan. 
La surface de plancher de l'immeuble est de 38 000 m2. Au premier étage se trouve une passerelle vers le palais de concerts De Doelen.
Les architectes du bâtiment sont ; l'agence canadienne WZMH Architects et AGS Architekten & Planners.
Début 2024 c'était l'un des dix plus hauts gratte-ciel de Rotterdam et des Pays-Bas.